# دالي براون
دالي براون (بالإنجليزية: Dale Brown) (و. 1956  م) هو ضابط، ومؤلف، وروائي، وكاتب أمريكي، ولد في بوفالو، نيويورك.

## التعليم
تعلم في جامعة ولاية بنسلفانيا.

## الخدمة العسكرية
خدم في القوات الجوية الأمريكية.

## وصلات خارجية
- دالي براون على موقع IMDb (الإنجليزية)
- دالي براون في قاعدة بيانات الأفلام على الإنترنت